# Транс'європейські мережі
Транс'європейські мережі (англ. Trans-European Networks, TEN) — концепція, яка виникла наприкінці 1980-років у зв'язку з програмою єдиного ринку. Щоб забезпечити функціонування великого ринку та свободу пересування товарів, капіталів, людей і послуг потрібні добре розвинені національні й регіональні транспортні й комунікаційні мережі, пов'язані між собою сучасною та ефективною інфраструктурою. Транс'європейські мережі (ТЄМ) охоплюють три сфери:
- транспортні ТЄМ: автомобільні та комбіновані перевезення, водні шляхи та морські порти, швидкісна європейська залізниця. До цієї ж категорії відносять інформаційні системи керування транспортом, наприклад, нова супутникова система визначення географічного місцеположення «Галілео»;
- енергетичні ТЄМ: електро — та газопостачання. Головною метою в цій галузі є створення єдиного енергетичного ринку та безпека постачання;
- телекомунікаційні ТЄМ: сприяють широкому поширенню електронних послуг на базі телекомунікаційних мереж. Вони є стрижнем ініціативи «Інформаційне суспільство для всіх» у рамках програми «Електронна Європа».

Договір про Європейський Союз заклав законодавче підґрунтя транс'європейських мереж, як ключового елемента створення єдиного ринку та зміцнення економічної і соціальної згуртованості. З огляду на ці завдання, Спільнота розробляє директиви, в яких визначає цілі; пріоритети; проєкти, що являють собою спільний інтерес; та широкий спектр заходів у трьох відповідних секторах (транспорт, енергетика і телекомунікації). На період 2000—2006 рр. бюджет, передбачений на проєкти ТЄМ становив 4,6 мільярда євро, до яких слід також додати внески з Європейського фонду регіонального розвитку, Фонду гуртування, Європейського інвестиційного банку та Європейського інвестиційного фонду.